# Araburu tamashii-tachi
Agitator (荒ぶる魂たち, Araburu tamashii-tachi, també coneguda com The Outlaw Souls) és una pel·lícula de Yakuza de 2001 dirigida per Takashi Miike. Va guanyar el premi Orient Express en el XXXV Festival Internacional de Cinema Fantàstic de Catalunya.

## Argument
El Sr. Kaito, cap del Grup Kaito de més de 2.000 soldats sota el paraigua del Sindicat Tenseikai, busca absorbir els 500 soldats del Grup Shirane així com els 400 soldats del rival d'aquest grup, la Família Yokomizo, i convertir-se en la més gran grup del sindicat per tal d'assegurar que serà escollit com a successor del líder hospitalitzat del sindicat. Kaito demana l'ajuda de Mizushima i Muroi del grup Shirane, prometent-li que Mizushima prendrà el relleu com a líder del grup Shirane. Muroi contracta en Shinozake, que ataca les hostesses a la gespa de Yokomizo i després és assassinat per la banda Higuchi. Higuchi és increpat per la família Yokomizo, però en Mizushima i en Muroi contracten un assassí extern anomenat Numata per matar el líder de la família, Yokomizo Takanori, i afirmen que l'assassí era un soldat Shirane massa entusiasmat que buscava venjança.
El senyor Kaito media en nom del Tenseikai però Tsuchiya del Yokomizo no accepta l'oferta inicial. Mizushima i Muroi ofereixen portar el seu líder Shirane Kozo a un lloc en un moment específic on els soldats Yokomizo podran matar-lo perquè Mizushima pugui fer-se càrrec del Grup Shirane, després del qual Mizushima i Tsuchiya juraran germanor sota Kaito, que després poder fer-se càrrec del Sindicat Tenseikai. Kunihiko Kenzaki, de la Colla Higuchi, és enviat a matar a Shirane Kozo i completa la seva missió sense interferències, fet que el fa sospitar que l'impacte es va crear des de dins. La Colla Higuchi talla els llaços amb la família Yokomizo just abans que Mizushima i Tsuchiya jurin germanor sota Kaito.
Kunihiko i els membres del seu equip Kenzaki segresten en Muroi i li peguen fins que confessa tot el pla gravat. Xantatgen a Tsuchiya amb aquesta informació, amenaçant-la amb alliberar-la si el seu cap Yoichi Higuchi no és nomenat cap de la família Yokomizo, però Yoichi no està interessat i ja s'ha resignat al fet que els Yokomizo i Shirane formen part ara de la mateixa organització. . En canvi, intercanvien Muroi de tornada a Shirane a canvi de 50 milions de iens, però després Numata mata a Yoichi.
El Sr. Torii és nomenat nou cap de la Colla Higuchi i li diu a la Kunihiko que accepten la invitació de Tsuchiya per tornar a la Família Yokomizo. Kunihiko dissol l'equip Kenzaki i dona als seus homes 20 milions de iens per repartir-los entre ells, i després mata a Mizushima en una barberia. La confessió gravada de Muroi és escoltada pels membres del Comitè Executiu de la Família Yokomizo, que expulsen el senyor Hirata per la seva implicació. La Higuchi Gang també està suspesa de la família Yokomizo fins a nou avís.
Numata segresta el soldat de Kunihiko, Sakuraba, explicant que el Kunihiko va matar el seu fill fa anys. Kunihiko ve a salvar Sakuraba i ell i Numata corren pel bosc disparant-se l'un a l'altre. Els soldats lleials de Kunihiko Otomo, Yoshio i Hitoshi s'acosten a ajudar-lo. Numata mata a Yoshio mentre Hitoshi plora, després en Kunihiko i en Otomo s'enfronten a Numata, que té una pistola apuntada a Sakuraba però diu que només vol en Kunihiko. Kunihiko llença la seva arma a canvi de Sakuraba, però Numata mata a Sakuraba de totes maneres. Aleshores dispara a Kunihiko, però Otomo salta davant d'ell i és mort a trets. Llavors Kunihiko mata Numata a trets. A l'escena final, en Kunihiko i en Hitoshi, els únics supervivents, travessen les portes de la seu de la yakuza amb un pal de dinamita encès.

## Repartiment
- Masaya Kato com a Kunihiko Kenzaki
- Naoto Takenaka com a Yoichi Higuchi
- Hiroki Matsukata com a Kaitō
- Ryosuke Miki
- Masatō Ibu com a Mizushima
- Taisaku Akino
- Mickey Curtis com a Yokomizo
- Renji Ishibashi
- Kenichi Endō com a Muroi
- Yoshiyuki Daichi com Sakuraba
- Aya Kawamura
- Takashi Miike com a Shinozaki
- Koji Tsukamoto
- Hakuryu
- Hitoshi Ozawa

## Recepció
El revisor AO de la revista Empire li va donar 2 de 5 estrelles i va escriure: "Tot i que hi ha flaixos d'enginy fosc, acció contundent, algunes floridures ben jutjades i una sensació de fatalisme inquietant, tot és molt poc donada la manca d'enfocament de la història o personatges simpàtics, amb la relació (masculí) lleugerament truncada a mig camí."
El ressenyador Ross del lloc web hkcinema.co.uk la va anomenar "una peça de gènere sòlida que ofereix una gran quantitat de manipulació astuta juntament amb els assassinats de bandes i agradarà tant als fans de les pel·lícules de yakuza com de Miike."
Rouven Linnarz d'Asian Movie Pulse, va escriure: "Tot i que les seves dimensions, el nombre de personatges i subtrames, treuen part de la tensió i el drama, has de respectar la visió que hi ha darrere de la pel·lícula, tot i que potser no és una cosa que no s'havia vist abans."